# العلاقات الألمانية اللاتفية
العلاقات الألمانية اللاتفية هي العلاقات الثنائية التي تجمع بين ألمانيا ولاتفيا.

## مقارنة بين البلدين
هذه مقارنة عامة ومرجعية للدولتين:
| وجه المقارنة                                              | ألمانيا                                                                              | لاتفيا                                             |
| --------------------------------------------------------- | ------------------------------------------------------------------------------------ | -------------------------------------------------- |
| المساحة (كم2)                                             | 357.41 ألف                                                                           | 64.59 ألف                                          |
| عدد السكان (نسمة)                                         | 81.29 مليون                                                                          | 1.93 مليون                                         |
| الكثافة السكانية (ن./كم²)                                 | 227.44                                                                               | 29.88                                              |
| العاصمة                                                   | بون، برلين                                                                           | ريغا                                               |
| اللغة الرسمية                                             | اللغة الألمانية                                                                      | اللغة اللاتفية                                     |
| العملة                                                    | يورو، مارك ألماني                                                                    | يورو، لاتس لاتفي، الروبل اللاتفي ‏، الروبل اللاتفي ‏ |
| الناتج المحلي الإجمالي (بليون دولار)                      | 3.68 تريليون                                                                         | 30.26 مليار                                        |
| الناتج المحلي الإجمالي (تعادل القوة الشرائية) بليون دولار | 3.92 تريليون                                                                         | 49.24 مليار                                        |
| الناتج المحلي الإجمالي الاسمي للفرد دولار أمريكي          | 41.31 ألف                                                                            | 14.06 ألف                                          |
| الناتج المحلي الإجمالي للفرد دولار أمريكي                 | 46.40 ألف                                                                            | 23.55 ألف                                          |
| مؤشر التنمية البشرية                                      | 0.926                                                                                | 0.819                                              |
| رمز المكالمات الدولي                                      | +49                                                                                  | +371                                               |
| رمز الإنترنت                                              | .de                                                                                  | .lv                                                |
| المنطقة الزمنية                                           | توقيت وسط أوروبا، ت ع م+01:00، ت ع م+02:00، توقيت أوروبا الوسطى المعياري (ت غ م +1) ‏ | ت ع م+02:00، ت ع م+03:00، أوروبا/ريغا ‏             |

## مدن متوأمة
في ما يلي قائمة باتفاقيات التوأمة بين مدن ألمانية ولاتفية:
- ترتبط دارمشتات مع ليبايا باتفاقية توأمة منذ 1992.[19][19][19][19]
- ترتبط بريمن مع ريغا باتفاقية توأمة منذ 1976.[20][20][20]
- ترتبط روستوك مع ريغا باتفاقية توأمة منذ 1966.
- ترتبط ميله مع جيكاببيلس باتفاقية توأمة.
- ترتبط هاله مع فالميرا باتفاقية توأمة.
- ترتبط زيزن مع Rauna [الإنجليزية]‏ باتفاقية توأمة.
- ترتبط شمولن مع دوبل باتفاقية توأمة.
- ترتبط Scheeßel [الإنجليزية]‏ مع توكوموس باتفاقية توأمة.
- ترتبط هارزهفينكل مع مازلاسكا باتفاقية توأمة.[بحاجة لمصدر][21]
- ترتبط آخيم مع سسيس باتفاقية توأمة.
- ترتبط فايسنبورغ إن بايرن مع فالكا باتفاقية توأمة.
- ترتبط بورغل مع Vecpiebalga [الإنجليزية]‏ باتفاقية توأمة.
- ترتبط شترالزوند مع فينتسبيلس باتفاقية توأمة منذ 1991.[22]
- ترتبط Liederbach am Taunus [الإنجليزية]‏ مع سالدوس باتفاقية توأمة.
- ترتبط شتوركو مع ستايكل باتفاقية توأمة.
- ترتبط فيتينغن مع Koknese [الإنجليزية]‏ باتفاقية توأمة.
- ترتبط فينسترفالده مع سالاسبليس باتفاقية توأمة.
- ترتبط ماغديبورغ مع داوغافبيلس باتفاقية توأمة منذ 1987.
- ترتبط Aue (Samtgemeinde) [الإنجليزية]‏ مع لودزا باتفاقية توأمة منذ 18 أكتوبر 2005.
- ترتبط زايدا مع سترنتشي باتفاقية توأمة.
- ترتبط باد كوتستينغ مع سيغولدا باتفاقية توأمة.
- ترتبط Handewitt [الإنجليزية]‏ مع سالاكغريفا باتفاقية توأمة.

## منظمات دولية مشتركة
يشترك البلدان في عضوية مجموعة من المنظمات الدولية، منها:
| علم المنظمة | اسم المنظمة                               | تاريخ انضمام ألمانيا | تاريخ انضمام لاتفيا |
| ----------- | ----------------------------------------- | -------------------- | ------------------- |
|             | مؤسسة التمويل الدولية                     | 20 يوليو 1956        | 29 سبتمبر 1993      |
|             | يونسكو                                    | 11 يوليو 1951        | 9 يوليو 1951        |
|             | مجموعة أستراليا                           | 1985                 | 2004                |
|             | مركز تنسيق الحركة في أوروبا ‏              | ?                    | ?                   |
|             | مجموعة الموردين النوويين                  | ?                    | ?                   |
|             | مؤسسة التنمية الدولية                     | 24 سبتمبر 1960       | 11 أغسطس 1992       |
|             | منظمة التعاون الاقتصادي والتنمية          | 27 سبتمبر 1961       | 16 يونيو 2016       |
|             | المركز الدولي لتسوية المنازعات الاستشارية | 18 مايو 1969         | 7 سبتمبر 1997       |
|             | وكالة ضمان الاستثمار متعدد الأطراف        | 12 أبريل 1988        | 21 أغسطس 1998       |
|             | منظمة حظر الأسلحة الكيميائية              | 29 أبريل 1997        | ?                   |
|             | الاتحاد الدولي للاتصالات                  | 1866                 | 11 ديسمبر 1921      |
|             | الأمم المتحدة                             | 18 سبتمبر 1973       | 17 سبتمبر 1991      |
|             | المنظمة الهيدروغرافية الدولية             | ?                    | ?                   |
|             | منظمة الشرطة الجنائية الدولية             | ?                    | ?                   |
|             | البنك الدولي للإنشاء والتعمير             | 14 أغسطس 1952        | 11 أغسطس 1992       |
|             | منظمة الأمن والتعاون في أوروبا            | 25 يونيو 1973        | 10 سبتمبر 1991      |
|             | الاتحاد البريدي العالمي                   | 1 يوليو 1875         | ?                   |
|             | حلف شمال الأطلسي                          | 9 مايو 1955          | 29 مارس 2004        |
|             | منظمة التجارة العالمية                    | ?                    | 1999                |
|             | الفريق المعني برصد الأرض                  | ?                    | ?                   |
|             | المنظمة الأوروبية لسلامة الملاحة الجوية   | 1960                 | 2011                |
|             | مجلس دول بحر البلطيق                      | 1992                 | ?                   |
|             | مجلس أوروبا                               | 13 يوليو 1950        | ?                   |
|             | الاتحاد الأوروبي                          | 25 مارس 1957         | 1 مايو 2004         |
|             | اتفاقية السماوات المفتوحة                 | ?                    | ?                   |

## وصلات خارجية
- موقع وزارة الخارجية الألمانية
- موقع وزارة الخارجية اللاتفية